# Tompa
Tompa is een plaats (város) en gemeente in het Hongaarse comitaat Bács-Kiskun. Tompa telt 4847 inwoners (2005).